# Górnik Wałbrzych
El Górnik Wałbrzych es un equipo de fútbol de la ciudad de Wałbrzych, en Polonia- Actualmente milita en la V Liga de Polonia, sexto nivel del sistema de ligas del fútbol polaco.

## Historia
Fue fundado en el año 1946 en la ciudad de Wałbrzych, al suroeste de Polonia por un grupo de inmigrantes provenientes de Waldenburg, en Alemania Oriental, y cuentan con una sección de baloncesto creada el mismo año llamada Viktoria-Gornik, que ha tenido un mayor éxito que la sección de fútbol, ya que ha sido campeón nacional un par de ocasiones.
La sección de fútbol logró el ascenso a la Ekstraklasa por primera vez en el año 1983, y desde su llegada fueron un equipo protagonista en la liga, siendo campeones de invierno a mitad de su primera temporada, pero al final terminaron en un decoroso sexto lugar. Se mantuvieron en la máxima categoría del fútbol de Polonia por 6 años hasta su descenso en 1989, donde desde entonces no han vuelto a la máxima categoría.

## Palmarés
- I Liga: 1

1982/83

## Participación en competiciones internacionales
- Copa Intertoto: 1 aparición

1972 - 4º Lugar Grupo 2